# 맷 해논
맷 해논(Matt Hannon, 1964년 6월 11일 ~ )은 미국의 배우이다.
포틀랜드에서 태어났다.

## 참여 작품

### 영화
- 사무라이 캅 (1989년)[1]

### 텔레비전
- JAG (드라마) - 세르비아 군사 역